# عزیر اوزدمیر
عُزیر اوزدمیر (انگلیسی: Özer Özdemir؛ زادهٔ ۵ فوریهٔ ۱۹۹۸) بازیکن فوتبال اهل فرانسه است.
از باشگاه‌هایی که در آن بازی کرده‌است می‌توان به باشگاه فوتبال لو آور و باشگاه فوتبال دنیزلی اسپور اشاره کرد.
وی همچنین در تیم‌های ملی فوتبال جوانان ترکیه، Turkey national under-16 football team, Turkey national under-17 football team، و جوانان ترکیه بازی کرده‌است.